# Malta op het Eurovisiesongfestival 2025
Malta neemt deel aan het Eurovisiesongfestival 2025 in Bazel, in Zwitserland. Het is de 37ste deelname van het land aan het Eurovisiesongfestival. De PBS is verantwoordelijk voor de Maltese bijdrage voor de editie van 2025, via de nationale finale MESC. 

## Selectieprocedure

### Malta Eurovision Song Contest
Net als in 2023 en 2024 wordt de Maltese inzending gekozen via de nationale preselectie, Malta Eurovision Song Contest. Er zijn 24 geselecteerde nummers, die elk verdeelt worden over twee halve finales. De 8 beste nummers per halve finale stoten door naar de finale. 
De finale vond plaats op 8 februari 2025 met 16 finalisten. Maxine Pace, Ramires Sciberras, Sarah Bonnici en Alexander Rybak traden op als gastartiest. Uiteindelijk wist Miriana Conte te winnen met het nummer Kant. De jury's plaatsten haar tweede, maar de Maltese kijkers gaven haar ruim het voordeel waardoor ze met 182 punten won. 
Op 4 maart maakte de European Broadcasting Union bekend dat het aan de Maltese delegatie laten weten dat het woord “Kant” moet worden verwijderd uit de inzending voor het songfestival . De titel moet gewijzigd worden en het woord moet uit de tekst gehaald worden. TVM News meldt dat de Reference Group had verklaard dat “Kant” in het nummer kon worden gebruikt; het Maltese woord vertaalt zich naar ‘lied’ in het Engels. Volgens de Maltese omroep heeft een omroeporganisatie waarvan zij denken dat het de BBC is, echter verzocht om de titel van het nummer te wijzigen en het woord uit het nummer te verwijderen. In Malta beoordeelt men nu het verzoek van de EBU. 
|    | Artiest                       | Lied                           | Jury | Televoting | Totaal | Plaats |
| -- | ----------------------------- | ------------------------------ | ---- | ---------- | ------ | ------ |
| 1  | Miriana Conte                 | "Kant"                         | 88   | 94         | 182    | 1      |
| 2  | Victoria                      | "Juno"                         | 74   | 40         | 114    | 4      |
| 3  | Dario Bezzina ft Żeppi l-Muni | "Għażliet"                     | 10   | 62         | 72     | 6      |
| 4  | JVF                           | "Festa (No Time for Siesta)"   | 30   | 46         | 76     | 5      |
| 5  | The Alchemists                | "Rubble & Stone"               | 30   | 11         | 41     | 9      |
| 6  | Krista Šujak                  | "Unheard"                      | 44   | 15         | 59     | 7      |
| 7  | Raquela                       | "Silenced"                     | 21   | 5          | 26     | 12     |
| 8  | Kantera                       | "Lalaratatakeke Lalaratakabum" | 52   | 85         | 137    | 3      |
| 9  | Nathan                        | "Concrete"                     | 0    | 10         | 10     | 16     |
| 10 | Justine Shorfid               | "Still I Rise"                 | 14   | 10         | 24     | 13     |
| 11 | Adria Twins                   | "Qalb ma' Qalb"                | 1    | 26         | 27     | 10     |
| 12 | Martina Borg                  | "Yo Listen"                    | 6    | 9          | 15     | 14     |
| 13 | Mark Anthony Bartolo          | "Hideaway"                     | 15   | 12         | 27     | 11     |
| 14 | Kurt Calleja                  | "Aziz/a"                       | 31   | 16         | 47     | 8      |
| 15 | Kristy Spiteri                | "Heaven Sent"                  | 102  | 72         | 174    | 2      |
| 16 | Stefan Galea                  | "Lablab (Talk Talk)"           | 4    | 9          | 13     | 15     |

## In Bazel
Na drie jaar wist Malta zich opnieuw te kwalificeren voor de finale. Miriana trad aan als 20e act na gastland Zwitserland, en voor Portugal. Malta eindigde uiteindelijk op de 17de plaats met 91 punten, vooral afkomstig van de jury's. Van de televoting kreeg Malta slechts 8 punten. 
1971 · 1972 · 1973-1974 · 1975 · 1976-1990 · 1991 · 1992 · 1993 · 1994 · 1995 · 1996 · 1997 · 1998 · 1999 · 2000 · 2001 · 2002 · 2003 · 2004 · 2005 · 2006 · 2007 · 2008 · 2009 · 2010 · 2011 · 2012 · 2013 · 2014 · 2015 · 2016 · 2017 · 2018 · 2019 · 2020 · 2021 · 2022 · 2023 · 2024 · 2025
Albanië · Armenië · Australië · Azerbeidzjan · België · Cyprus · Denemarken · Duitsland · Estland · Finland · Frankrijk · Georgië · Griekenland · Ierland · IJsland · Israël · Italië · Kroatië · Letland · Litouwen · Luxemburg · Malta · Montenegro · Nederland · Noorwegen · Oekraïne · Oostenrijk · Polen · Portugal · San Marino · Servië · Slovenië · Spanje · Tsjechië · Verenigd Koninkrijk · Zweden · Zwitserland